# Десенсибілізація рухів очей і повторна обробка
EMDR (Eye movement desensitization and reprocessing — десенсибілізація та переробка рухами очей) – це метод психотерапії, призначений для лікування посттравматичного стресового розладу (ПТСР) та багатьох інших станів в основі яких є травма. Його розробила Франсін Шапіро у 1987 році. Пізніше авторка методу говорила, що вартувало б назвати його "пропрацювання травми рухом очей", однак назва методу у англомовній літературі вже устоялася як EMDR, яку обрали так і залишити. Національні неагломовні школи пропонують використовувати скорочення EMDR для уникнення плутанини з схожими підходами.
EMDR передбачає виконання рухів очима з боку в бік або інших форм білатеральної (двосторонньої) стимуляції при опрацюванні стравматичних спогадів, зокрема прослуховування білатеральної музики, похлопування руками по тулубу, чи ногам, тупотіння по черзі ногами. 
Всесвітня організація охорони здоров'я, Міністерство у справах ветеранів та Міністерство оборони США, Міністерство охорони здоров'я (МОЗ) України рекомендують EMDR для лікування посттравматичного стресового розладу, посилаючись на різні рівні доказів. 
Однак на разі Американська психологічна асоціація не схвалює EMDR як метод першої лінії лікування, але вказує на його ймовірну ефективність для лікування посттравматичного стресового розладу у дорослих.
Систематичні дослідження, опубліковані з 2013 року, вказують на те, що ефективність лікування EMDR для дорослих з ПТСР еквівалентна когнітивно-поведінковій терапії, орієнтованій на травму (TF-CBT), такій як терапія пролонгованої експозиції (PE) та терапія когнітивної обробки (CPT). Терапевтичними факторами в EMDR та TF-CBT є перш за все експозиція та різні компоненти когнітивно-поведінкової терапії.

## Історія
EMDR було створено у 1987 році Франсін Шапіро, коли психологиня помітила, що рухи очей можуть зменшувати емоційне навантаження, пов'язане з негативними спогадами,  симптомами і стражданнями, що виникають внаслідок впливу негативних життєвих подій або стресових факторів, як найвищого порядку, таких як зґвалтування та шок від бойових дій, так і нижчого порядку, таких як відторгнення , приниження та невдача . Згідно з теорією докторки Шапіро , коли відбувається травматичний або дуже тривожний досвід, неврологічні та когнітивні механізми подолання можуть бути перевантажені вхідними даними. У цьому стані перевантаження пам'ять та її особливості (зображення, звуки, емоції, тілесні відчуття) не можуть завершити необхідну обробку, і в результаті дисфункціонально зберігаються в окремій мережі пам'яті.

## Техніка
Сама EMDR-терапія відбувається у вигляді серії сеансів.  Кількість сеансів може змінюватися залежно від досягнутого прогресу.  Зустріч EMDR триває від 50 до 90 хвилин, періодичність можлива як класична щотижнева, так і більш часта чи більш рідка. Класично сеанси проходять по 8 кроковій моделі, яка передбачає пропрацювання минулого, теперішніх тригерів та майбутньо.
Клієнт, який репроцесуалізує спогад, має згадати образ, фразу та емоцію, що відображають рівень стресу, пов'язаний з тригером, одночасно відбувається один з кількох типів двосторонніх сенсорних сигналів, таких як рухи очима з боку в бік або постукування рукою чи ногами чи прослуховування спеціальної музики в навушниках. 

## Можливі механізми
Згідно з практичними рекомендаціями Всесвітньої організації охорони здоров'я (ВООЗ) 2013 року: «Ця терапія [EMDR] базується на ідеї, що негативні думки, почуття та поведінка є результатом необроблених спогадів». 
- EMDR може впливати на робочу пам'ять. [5] Якщо пацієнт виконує завдання на двосторонню стимуляцію, пам'ятаючи про травму, вважається, що обсяг інформації, яку він може пригадати, зменшується, що робить результуючі негативні емоції менш інтенсивними та більш стерпними. [6]
- Вважається, що горизонтальний рух очей викликає « орієнтаційну реакцію » в мозку, яка використовується для сканування навколишнього середовища на предмет загроз і можливостей. [7]
- Ідея про те, що рух очей стимулює комунікацію між двома півкулями мозку. Ця ідея не ґрунтується на загальноприйнятій нейронауці . [8]

### Білатеральна (двохстороння) стимуляція рухом очей
Двостороння стимуляція - це повторювані рухи очима вліво та вправо. Альтернативні стимули включають слухові стимули, що чергуються між лівим та правим динаміками або навушниками, та фізичні стимули, такі як постукування руками терапевта (чи самого клієнта по собі) або постукування за допомогою пристроїв. 
На даний ммент метааналіз показує, що включення двосторонніх рухів очей до EMDR мало або взагалі не впливає на його ефект.    Метааналізи також описали високий ризик упередженості лояльності в дослідженнях EMDR.  Один метааналіз 2013 року з меншою кількістю критеріїв виключення виявив помірний ефект. 

### Ефективність
Думка щодо ефективності терапії різниться, але все більше в сучасних дослідженнях бачимо, що підтверджується. Зокрема, систематичні огляди 2013 року, включаючи дослідження Кокрейна, яке порівнювало EMDR з іншими психотерапіями в лікуванні хронічного ПТСР, виявили, що EMDR є такою ж ефективною, як і TF-CBT (когнітивно-поведінкова терапія, орієнтована на травму).  
У огляді 2020 року маємо висновок: «Нещодавнє збільшення кількості рандомізованих контрольованих досліджень психологічної терапії для лікування ПТСР призводить до більш впевненої рекомендації КПТ-Т та ЕМДР як методів лікування першої лінії».  У систематичному огляді Кокрейна 2023 року було проаналізовано психосоціальні втручання для жертв зґвалтування та сексуального насильства, пережитого в дорослому віці, і зроблено висновок, що ЕМДР є «лікуванням першої лінії» для лікування ПТСР разом з іншими психотерапіями, орієнтованими на травму, такими як терапія когнітивної обробки та тривала експозиція. 
- Систематичний огляд та метааналіз 2021 року виявили, що EMDR має помірну користь у лікуванні депресії, але кількість та якість досліджень були низькими. [19]
- Позитивний ефект також був показаний для деяких тривожних розладів, але кількість досліджень була невеликою, а ризик упередженості високим. [20] Американська психологічна асоціація описує EMDR як «неефективний» метод лікування панічного розладу . [21]
- Було виявлено, що EMDR має сильний вплив на пацієнтів з дисоціативним розладом ідентичності, що призводить до рекомендацій щодо коригування його використання.
- Систематичний огляд доказів 2023 року показав, що ефективність EMDR у лікуванні психічних розладів дітей та підлітків, які зазнали сексуального насильства, є обмеженою. [22]

## Критика
EMDR є суперечливою серед деяких науковців у психологічній спільноті.   
Деякі науковці критикували Франсін Шапіро за збільшення тривалості та вартості навчання та сертифікації, нібито у відповідь на результати контрольованих досліджень, які ставлять під сумнів ефективність EMDR.  
EMDR характеризували як псевдонауку, оскільки основна теорія та первинний терапевтичний механізм є ненауковими. Коли ці рухи усуваються, залишається лише широко терапевтична взаємодія та "оманливий маркетинг".   За словами невролога Стівена Новелли.

## Суспільство та культура
- Сандра Буллок використала EMDR після вторгнення сталкера в її будинок у 2014 році. [29]
- У 2019 році Джаміла Джаміль розповіла, що пройшла курс EMDR-терапії для лікування посттравматичного стресового розладу . [30] [31]
- У 2021 році принц Гаррі пройшов курс EMDR та зняв сеанс для Опри Вінфрі під час телевізійного документального фільму про психічне здоров'я. [32] [29]
- У 2022 році військовий кореспондент BBC Фергал Кін, який страждав від посттравматичного стресового розладу, зазначив, що його терапевт EMDR допоміг йому врятувати життя. [33]